# Liste der denkmalgeschützten Objekte in Zákolany
Grundlage dieser Liste der denkmalgeschützten Objekte in Zákolany ist die ÚSKP-Liste (Ústřední seznam kulturních památek České republiky, deutsch Zentrale Liste der Kulturdenkmäler der Tschechischen Republik), die von der tschechischen Denkmalschutzbehörde NPÚ (Národní památkový ústav, deutsch Nationale Denkmalbehörde) seit 1987 geführt wird und an die seit dem Jahr 1850 geschaffenen Listen anschließt.

## Denkmalgeschützte Objekte nach Ortsteilen
| Lage                                           | Objekt                      | Beschreibung | ÚSKP-Nr.                 | Bild           |
| ---------------------------------------------- | --------------------------- | --- | ------------------------ | -------------- |
| Zákolany (Standort)                            | Kapelle des heiligen Isidor | Kapelle St. Isidor aus der zweiten Hälfte des 18. Jahrhunderts ist ein kleines Gebäude mit einem rechteckigen Grundriss mit einer halbrunden Oberfläche und einer barocken, einfach gegliederten Fassade. | 30655/2-662 Info Katalog | weitere Bilder |
| Zákolany, Hügel oberhalb des Dorfes (Standort) | Burg Budeč                  | Befestigte Höhen-Siedlung – Festung Budeč, archäologische Spuren. Ausgedehnte frühmittelalterliche befestigte Burganlage und Siedlung, verbunden mit den Anfängen der Christianisierung und der Bildung des tschechischen Staates. Im Bereich der Festung sind die romanische Rotunde und die Fundamente einer romanischen Kirche erhalten geblieben. Im Gelände sind die Begrenzungswälle des zweiteiligen befestigten Bereichs deutlich sichtbar. | 11745/2-663 Info Katalog | weitere Bilder |